# Jevhen Prysjtsjepa
Jevhen Oleksandrovitsj Prysjtsjepa (Oekraïens: Євген Олександрович Прищепа) (Kiev, 31 juli 1985) is een Oekraïens professioneel tafeltennisser. Hij speelt rechtshandig met de shakehandgreep.
Prysjtsjepa speelde in het seizoen 2023/2024 voor het Nederlandse Taverzo in de Europe Trophy waarmee hij de Grand Finale (Novi Sad) behaalde en daar verrassend met het team de kwartfinale bereikte.

## Belangrijkste resultaten
- Brons in het mannen dubbelspel op de Europese kampioenschappen 2010 met Kou Lei.